# Grand-Corent
Grand-Corent est une commune française, située dans le département de l'Ain en région Auvergne-Rhône-Alpes.

## Géographie
Grand-Corent est un petit village du Revermont dont le nom viendrait du celte Cor (roc). Situé en relief karstique, le village est situé sur la dernière ligne de crète escarpée à l'est du Revermont.
Sa vue sur les gorges de l'Ain est remarquable.

### Communes limitrophes
| Simandre-sur-Suran | Corveissiat  |                      |
|                    | Grand-Corent | Cize                 |
| Villereversure     |              | Hautecourt-Romanèche |

### Quartiers et hameaux
La plus vieille famille est celle des Seyzériat, qui descendent certainement d'un colon romain nommé Saisirius. D'ailleurs, un des quartiers du village s'appelle la Ville, signe d'une ancienne villa romaine. Les autres quartiers s'appellent le Seyzériat et le Bourravier.
La commune compte également le hameau de Racouze (brûlé par les S.S. lors de la dernière guerre) et quelques lieux-dits : la Risolière ou encore les Chaplanes.

### Climat
Pour des articles plus généraux, voir Climat d'Auvergne-Rhône-Alpes et Climat de l'Ain.
En 2010, le climat de la commune est de type climat des marges montargnardes, selon une étude du CNRS s'appuyant sur une série de données couvrant la période 1971-2000. En 2020, Météo-France publie une typologie des climats de la France métropolitaine dans laquelle la commune est dans une zone de transition entre le climat semi-continental et le climat de montagne et est dans une zone de transition entre les régions climatiques « Bourgogne, vallée de la Saône » et « Jura ».
Pour la période 1971-2000, la température annuelle moyenne est de 11 °C, avec une amplitude thermique annuelle de 17,7 °C. Le cumul annuel moyen de précipitations est de 1 336 mm, avec 12,3 jours de précipitations en janvier et 8,4 jours en juillet. Pour la période 1991-2020, la température moyenne annuelle observée sur la station météorologique de Météo-France la plus proche, « Ceyzériat_sapc », sur la commune de Ceyzériat à 9 km à vol d'oiseau, est de 11,7 °C et le cumul annuel moyen de précipitations est de 1 032,6 mm,. Pour l'avenir, les paramètres climatiques de la commune estimés pour 2050 selon différents scénarios d'émission de gaz à effet de serre sont consultables sur un site dédié publié par Météo-France en novembre 2022.

## Urbanisme

### Typologie
Au 1er janvier 2024, Grand-Corent est catégorisée commune rurale à habitat dispersé, selon la nouvelle grille communale de densité à 7 niveaux définie par l'Insee en 2022.
Elle est située hors unité urbaine. Par ailleurs la commune fait partie de l'aire d'attraction de Bourg-en-Bresse, dont elle est une commune de la couronne,. Cette aire, qui regroupe 80 communes, est catégorisée dans les aires de 50 000 à moins de 200 000 habitants,.

### Occupation des sols
L'occupation des sols de la commune, telle qu'elle ressort de la base de données européenne d’occupation biophysique des sols Corine Land Cover (CLC), est marquée par l'importance des forêts et milieux semi-naturels (79,9 % en 2018), une proportion identique à celle de 1990 (79,9 %). La répartition détaillée en 2018 est la suivante : 
forêts (49,4 %), milieux à végétation arbustive et/ou herbacée (30,5 %), prairies (15,2 %), zones urbanisées (4,9 %).
L'évolution de l’occupation des sols de la commune et de ses infrastructures peut être observée sur les différentes représentations cartographiques du territoire : la carte de Cassini (XVIIIe siècle), la carte d'état-major (1820-1866) et les cartes ou photos aériennes de l'IGN pour la période actuelle (1950 à aujourd'hui).

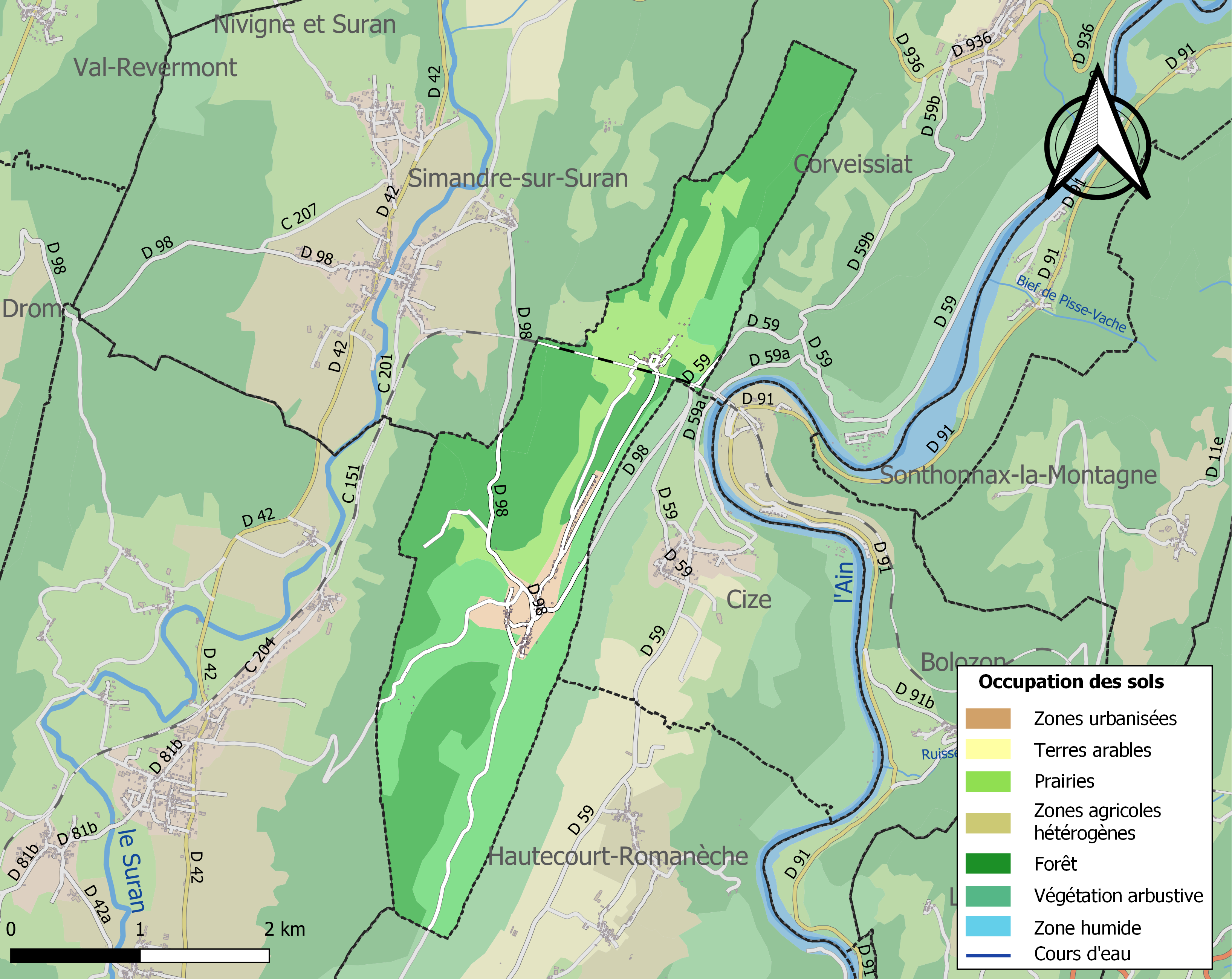
Carte des infrastructures et de l'occupation des sols de la commune en 2018 (CLC).

## Histoire
Les premières traces du village remontent à 1250 après notre ère, sous l’appellation de « Corens ». Cette orthographe a évolué au fil du temps vers « Corenc » (1325), « Corent » (1350), « Coran » (1743). Le village acquiert l’adjectif « Grand » au XVIIIe siècle. « Grand Coran » devient « Grand Corant » en 1790, puis « Grand Corent » sous délibération du conseil de la commune à la fin du XVIIIe. Les Corentins de souche l'appellent toujours Corent.
Il existe plusieurs pistes pour expliquer l’étymologie de Grand Corent. La première hypothèse selon Grimoz est la racine « Cor » qui veut dire « rocher » en celte. La deuxième viendrait du mot « cohorn » venant du bas latin, désignant un domaine agricole. La troisième, selon le célèbre dictionnaire de la langue française d’Alfred Dauzat et Rostaing, signifie « sur une hauteur escarpée » s’appuyant sur la base pré-indo-européenne « cor » et du suffixe celtique « ennum ».
Plus récemment : le hameau de Racouze fut incendié par l'armée allemande le 16 avril 1944. Un odonyme local (Rue du 16-Avril-1944) rappelle cet épisode de la seconde Guerre mondiale.
Une colonne allemande arrive à Grand-Corent le 16 avril 1944 et détruit partiellement le village. Les Allemands arrêtent le maire, Henri Dondé pour ne pas avoir signalé la présence du Maquis dans la commune. Ils le fusillent et incendient sa maison,.
La colonne se dirige ensuite sur le hameau de Racouze et incendie le village. Ernest Salvit, 54 ans, est abattu et sa maison incendiée. Paul Voisel, est tué dans l'incendie de sa maison.
Marcel Nosenzo (19 ans) et Édouard Grand (44 ans), arrêtés à Grand-Corent et à Racouze le 16 avril 1944 furent déportés.

## Politique et administration

### Découpage territorial
La commune de Grand-Corent est membre de la communauté d'agglomération du Bassin de Bourg-en-Bresse, un établissement public de coopération intercommunale (EPCI) à fiscalité propre créé le 1er janvier 2017 dont le siège est à Bourg-en-Bresse. Ce dernier est par ailleurs membre d'autres groupements intercommunaux.
Sur le plan administratif, elle est rattachée à l'arrondissement de Bourg-en-Bresse, au département de l'Ain et à la région Auvergne-Rhône-Alpes. Sur le plan électoral, elle dépend du  canton de Saint-Étienne-du-Bois pour l'élection des conseillers départementaux, depuis le redécoupage cantonal de 2014 entré en vigueur en 2015, et de la première circonscription de l'Ain  pour les élections législatives, depuis le dernier découpage électoral de 2010.

### Administration municipale
| Période                                  | Période  | Identité         | Étiquette | Qualité            |
| ---------------------------------------- | -------- | ---------------- | --------- | ------------------ |
| ?                                        | 1944     | Henri Dondé      |           |                    |
|                                          |          |                  |           |                    |
| 1952                                     | 1971     | Ulysse Dondé     |           |                    |
| 1971                                     | 1977     | Félix Carron     |           |                    |
| 1977                                     | 1995     | Albert Dondé     |           |                    |
| 1995                                     | 2008     | Antoine Plantier | DVD       |                    |
| 2008                                     | 2012     | Jacques Desmaris | DVG       |                    |
| 2012                                     | 2020     | Bernard Charles  | SE        | Agriculteur        |
| 2020                                     | En cours | Benjamin Raquin  | DVG       | Arboriste grimpeur |
| Les données manquantes sont à compléter. |          |                  |           |                    |

## Démographie
L'évolution du nombre d'habitants est connue à travers les recensements de la population effectués dans la commune depuis 1793. Pour les communes de moins de 10 000 habitants, une enquête de recensement portant sur toute la population est réalisée tous les cinq ans, les populations de référence des années intermédiaires étant quant à elles estimées par interpolation ou extrapolation. Pour la commune, le premier recensement exhaustif entrant dans le cadre du nouveau dispositif a été réalisé en 2004.
En 2022, la commune comptait 186 habitants, en évolution de +6,9 % par rapport à 2016 (Ain : +5,15 %, France hors Mayotte : +2,11 %).
| 1793 | 1800 | 1806 | 1821 | 1831 | 1836 | 1841 | 1846 | 1851 |
| ---- | ---- | ---- | ---- | ---- | ---- | ---- | ---- | ---- |
| 281  | 237  | 288  | 285  | 243  | 290  | 272  | 322  | 317  |

| 1856 | 1861 | 1866 | 1872 | 1876 | 1881 | 1886 | 1891 | 1896 |
| ---- | ---- | ---- | ---- | ---- | ---- | ---- | ---- | ---- |
| 298  | 291  | 295  | 269  | 261  | 265  | 260  | 243  | 245  |

| 1901 | 1906 | 1911 | 1921 | 1926 | 1931 | 1936 | 1946 | 1954 |
| ---- | ---- | ---- | ---- | ---- | ---- | ---- | ---- | ---- |
| 252  | 261  | 210  | 187  | 216  | 185  | 191  | 138  | 86   |

| 1962 | 1968 | 1975 | 1982 | 1990 | 1999 | 2004 | 2006 | 2009 |
| ---- | ---- | ---- | ---- | ---- | ---- | ---- | ---- | ---- |
| 82   | 79   | 60   | 76   | 104  | 111  | 117  | 123  | 158  |

| 2014 | 2019 | 2022 | - | - | - | - | - | - |
| ---- | ---- | ---- | - | - | - | - | - | - |
| 177  | 183  | 186  | - | - | - | - | - | - |

## Économie
C'est un pays de vignerons (les Cavets) qui, après l'épidémie de phylloxéra, devinrent carriers et tailleurs de pierres, conservant de tous temps une activité de polyculture.

## Culture et patrimoine

### Lieux et monuments
- On trouve sur la commune une pelouse à orchidées naturelle et ses grottes abritent de nombreuses chauves-souris. Quelques grottes : l'Aven Double, la grotte du Maquis qui servit de refuge pendant la guerre de 1945, la faille de la carrière, le gouffre du moulin, la combe à rameau, la faille Georges Dondé.
- Église Saint-Léger de Grand-Corent.

### Héraldique
C’est en 1116 qu’apparait la famille De Corent qui tire sans doute son nom de celui du village.
Peut-être descendante d’une des anciennes familles autochtones, cette branche est à l’origine composée de chevaliers. Elle s’éteignit au XIVe siècle faute de descendants.
Comme toute famille noble, elle possédait un blason qui fait aujourd’hui partie du patrimoine historique du village.
L’Hermine : symboliserait une juridiction ; la prééminence d’honneurs.
Le chef : Section occupant deux parties sur sept de l’écu, dont il occupe le sommet. Un Chef symboliserait la supériorité.
Gueules : couleur rouge. Le Gueules signifie générosité, courage, hardiesse, intrépidité. Des pièces de Gueules symboliseraient la guerre.
Une Rose d’or : symboliserait le mérite avoué. On y retrouve toutes les qualités qui permirent d’accéder à la chevalerie.

Il est un élément d’identité communale.
| Blason | Blasonnement : « D'hermine, au chef de gueules, chargé de trois roses d'or ». Commentaires : Armes de la famille De Corent - Reconstitution Bonaldi. |